# 왕장 (중경)
왕장(王章, ? ~ 기원전 24년)은 전한 말기의 관료로, 자는 중경(仲卿)이며 태산군 거평현(鉅平縣) 사람이다.

## 생애
젊어서부터 장안에서 학문을 익혔다. 아내와 단 둘이서 살았는데, 병들었을 때 제대로 된 담요조차 없어 조잡한 옷가지 위에 드러누울 수밖에 없었다. 왕장은 울면서 아내의 임종을 준비하려 하였는데, 아내는 도리어 그러한 왕장을 질책하였다.
이후 왕장은 관직에 나아가 간대부(諫大夫)가 되었고, 직언을 잘하여 조정에서 명성을 떨쳤다. 원제 초기에 좌조중랑장(左曹中郞將)으로 발탁되었는데, 어사중승 진함과 함께 권신 석현을 탄핵하였으나 도리어 파면되었다.
성제가 즉위한 후 다시 간대부가 되었고, 이후 사례교위가 되어 대신과 외척들의 두려움을 샀다.
하평 4년(기원전 25년), 치적이 나빠 파면된 송등의 뒤를 이어 경조윤에 임명되었다. 당시 대장군 왕봉이 외척으로서 권력을 휘두르고 있었는데, 왕장은 비록 왕봉의 천거를 받은 자였지만 그를 못마땅하게 여겼다. 아내는 왕장에게 지난날의 어려웠던 시절을 이야기하며 왕봉을 거스르지 말라고 하였으나, 왕장은 듣지 않고 성제에게 왕봉을 파면하여야 한다고 진언하였다.
성제는 왕장의 의견을 받아들여 왕봉의 후임을 누구로 할 지 물었고, 왕장이 풍야왕을 추천하니 그대로 시행하려 하였다. 그러나 왕봉의 친척인 시중(侍中) 왕음이 이를 엿듣고는 왕봉에게 알렸고, 왕봉은 곧 사직서를 제출하였다. 왕태후마저 소식을 듣고는 울면서 밥도 먹지 않으니, 성제는 차마 왕봉을 파면하지 못하고 잠시 대기시켰다.
한편, 왕봉은 처제 장미인(張美人)을 성제의 후궁으로 들여보냈었는데, 그녀는 다른 남자와 혼인한 적이 있었다. 왕장은 왕봉을 탄핵하면서, 오랑캐들조차 개가한 여자의 맏이를 죽이는 풍습을 갖고 있음을 거론하며 황실의 혈통을 지켜야 함을 주장하였다. 왕봉 또한 왕장을 탄핵하였고, 정위 범연수는 왕장이 천자를 오랑캐와 비교하는 대역죄를 저질렀다고 판결하였다. 결국 왕장은 옥중에서 죽었다.
함께 하옥되었던 처자식은 합포로 유배되었다. 이후 왕봉의 아우 왕상이 권력을 휘둘렀을 때 다시 고향으로 돌아왔는데, 합포에서 진주를 캐내어 엄청난 돈을 벌고 있었다. 태산태수 소육은 예전에 왕장의 소유였던 밭과 집을 이들에게 돌려주었다.

## 출전
- 반고, 《한서》
  - 권19하 백관공경표 下
  - 권76 조윤한장양왕전

| 전임 송등 | 전한의 경조윤 기원전 25년 ~ 기원전 24년 | 후임 봉신 |